# Oligopólio
Na economia, oligopólio (do grego oligos, poucos +- polens, vender) é uma forma evoluída de monopólio, no qual um grupo de organizações ou governos promovem o domínio de determinada oferta de produtos e/ou serviços.

## Definição
Corresponde a uma estrutura de mercado de concorrência imperfeita, no qual o mercado é controlado por um número reduzido de empresas, de tal forma que cada uma tem que considerar os comportamentos e as reações das outras quando toma decisões de mercado.
No oligopólio, os bens produzidos podem ser homogéneos ou apresentar alguma diferenciação sendo que, geralmente, a concorrência se efetua mais em termos de factores como a qualidade, o serviço pós-venda, a fidelização ou a imagem, e não tanto em termos do preço.
As causas típicas do aparecimento de mercados oligopolistas são a escala mínima de eficiência e características da procura. Em tais mercados existe ainda alguma concorrência, mas as quantidades produzidas são menores e os preços maiores do que nos mercados concorrenciais, ainda que relativamente ao monopólio as quantidades sejam superiores e os preços menores.

## Efeitos no mercado
Nos mercados oligopolistas onde não exista cooperação entre as empresas a curva da procura do produto da empresa depende da reação das outras empresas.
A concorrência neste tipo de mercado para evitar guerras de preços poderá ser feita em outros termos como nas características dos produtos distintas do preço (p. ex., qualidade, imagem, fidelização, etc.).
O oligopólio pode permitir que as empresas obtenham lucros elevados a custo dos consumidores e do progresso econômico, caso a sua atuação no mercado seja baseada em cartéis, pois assim terão os mesmos lucros como um monopólio

## Lucros
O lucro económico, que se atinge neste tipo de mercados, varia do curto para o longo prazo.
Enquanto no curto prazo o lucro poderá ser positivo, superior à melhor aplicação alternativa, no longo prazo, essa situação apenas se manterá se estivermos num mercado oligopolista dominado por cartel. Caso contrário o lucro será nulo, uma vez que o lucro positivo levaria a possibilidade de entrada de novos concorrentes.